# Новоохтирська сільська рада
| Новоохтирська сільська рада — колишній орган місцевого самоврядування у Новоайдарському районі Луганської області з адміністративним центром у с. Новоохтирка. Історична дата утворення: в 1934 році. Сільській раді підпорядковані населені пункти: - с. Новоохтирка - с. Попасне - с. Степний Яр |

## Склад ради
Рада складається з 16 депутатів та голови.

### Керівний склад ради
| ПІБ                      | Основні відомості                                                                                          | Дата обрання | Дата звільнення |
| ------------------------ | --- | ------------ | --------------- |
| Лукашова Віра Олексіївна | Сільський голова, 1957 року народження, освіта, позапартійна                                               | 26.03.2006   | 01.10.2008      |
| Баклан Віктор Андрійович | Сільський голова, 1957 року народження, освіта вища, безпартійний, був головою Ради попереднього скликання | 15.03.2009   | 31.10.2010      |
| Баклан Віктор Андрійович | Сільський голова, 1957 року народження, освіта вища, член Партії регіонів                                  | 31.10.2010   |                 |

Примітка: таблиця складена за даними джерела